# Магелано
Магелано је насеље у Италији у округу Агриђенто, региону Сицилија.
Према процени из 2011. у насељу је живело 126 становника. Насеље се налази на надморској висини од 27 м.